# Isabella Fernanda di Borbone-Spagna
Isabella Fernanda di Borbone-Spagna (Aranjuez, 18 maggio 1821 – Parigi, 9 maggio 1897) è stata Infanta di Spagna fin dalla nascita.

## Biografia
Isabella Fernanda di Borbone-Spagna nacque ad Aranjuez il 18 maggio 1821 ed era la figlia di Francesco di Paola di Borbone-Spagna e di sua moglie, l'infanta Luisa Carlotta di Borbone-Due Sicilie. I nonni paterni erano Carlo IV di Spagna e Maria Luisa di Parma, e quelli materni erano il re Francesco I delle Due Sicilie e l'Infanta Maria Isabella di Borbone, figlia di Carlo IV di Spagna.

## Matrimonio
Isabella Fernanda studiò presso il Convento di Oiseaux. Durante quel periodo conobbe il conte polacco Ignacy Gurowski (1812-1888). La coppia scappò insieme si sposarono il 26 luglio 1841 a Dover, senza il consenso della sua famiglia. Nel 1843 la coppia si stabilì a Bruxelles.
La coppia ebbe otto figli:
- Maria Luisa Gurowska-Borbone (1842-1877), sposò Vicente Beltrán de Lis e Derret, ebbero figli;
- Carlos Gurowsky-Borbone (1846-1846);
- Maria Isabella Gurowski-Borbone (1847-1925), sposò Charles Allen-Perkins, non ebbero figli;
- Fernando Gurowsky-Borbone, I marchese di Bonadad (1848-1870), non si sposò e non ebbe figli;
- Carlos Gurowsky-Borbone (1854-1856);
- Augusto Gurowsky-Borbone (1855-1855);
- Luis Gurowsky-Borbone (1856-1856);
- Maria Cristina Gurowsky-Borbone (1857-1920), sposò da Bartolomeo de Macedo Costa Giraldes Barba de Menezes, ebbero figli.

Quando il fratello dell'Infanta, Francesco d'Assisi di Spagna, sposò la regina Isabella II nel 1846, la famiglia non poteva più essere ignorata dalla buona società di Bruxelles. Quando re Leopoldo rimase vedovo nel 1850, la bella Infanta ricoprì il ruolo di first lady alla corte belga, cosa che fece parlare l'aristocrazia belga. Il Conte e la Contessa Gurowski si stabilirono in Spagna nel 1854. La Casa Reale di Spagna riconobbe finalmente questo matrimonio e Gurowski venne nominato Grande di Spagna nel 1855 dalla regina Isabella II per intercessione di Napoleone III e nel 1858 gli venne concesso il titolo di Altezza.

## Morte
Morì il 9 maggio 1897 a Parigi.

## Ascendenza
|                                       |                                |                                 | Genitori                      |  |  | Nonni |  |  | Bisnonni            |  |  | Trisnonni           |  |
|                                       |                                |                                 |                               |  |  |       |  |  | Carlo III di Spagna |  |  | Filippo V di Spagna |  |
|                                       |                                |                                 |                               |  |  |       |  |  | Carlo III di Spagna |  |  | Filippo V di Spagna |  |
|                                       |                                | Elisabetta Farnese              |                               |  |  |       |  |  | Carlo III di Spagna |  |  |                     |  |
| Carlo IV di Spagna                    |                                |                                 |                               |  |  |       |  |  | Carlo III di Spagna |  |  |                     |  |
|                                       |                                | Maria Amalia di Sassonia        | Augusto III di Polonia        |  |  |       |  |  |                     |  |  |                     |  |
|                                       |                                | Maria Amalia di Sassonia        | Augusto III di Polonia        |  |  |       |  |  |                     |  |  |                     |  |
|                                       |                                | Maria Amalia di Sassonia        | Maria Giuseppa d'Austria      |  |  |       |  |  |                     |  |  |                     |  |
| Francesco di Paola di Borbone-Spagna  |                                | Maria Amalia di Sassonia        |                               |  |  |       |  |  |                     |  |  |                     |  |
|                                       |                                | Filippo I di Parma              | Filippo V di Spagna           |  |  |       |  |  |                     |  |  |                     |  |
|                                       |                                | Filippo I di Parma              | Filippo V di Spagna           |  |  |       |  |  |                     |  |  |                     |  |
|                                       |                                | Filippo I di Parma              | Elisabetta Farnese            |  |  |       |  |  |                     |  |  |                     |  |
| Maria Luisa di Borbone-Parma          |                                | Filippo I di Parma              |                               |  |  |       |  |  |                     |  |  |                     |  |
|                                       |                                | Elisabetta di Borbone-Francia   | Luigi XV di Francia           |  |  |       |  |  |                     |  |  |                     |  |
|                                       |                                | Elisabetta di Borbone-Francia   | Luigi XV di Francia           |  |  |       |  |  |                     |  |  |                     |  |
|                                       |                                | Elisabetta di Borbone-Francia   | Maria Leszczyńska             |  |  |       |  |  |                     |  |  |                     |  |
| infanta Isabella Fernanda di Spagna   |                                | Elisabetta di Borbone-Francia   |                               |  |  |       |  |  |                     |  |  |                     |  |
|                                       | Ferdinando I delle Due Sicilie | Carlo III di Spagna             |                               |  |  |       |  |  |                     |  |  |                     |  |
|                                       | Ferdinando I delle Due Sicilie | Carlo III di Spagna             |                               |  |  |       |  |  |                     |  |  |                     |  |
|                                       | Ferdinando I delle Due Sicilie | Maria Amalia di Sassonia        |                               |  |  |       |  |  |                     |  |  |                     |  |
| Francesco I delle Due Sicilie         | Ferdinando I delle Due Sicilie |                                 |                               |  |  |       |  |  |                     |  |  |                     |  |
|                                       |                                | Maria Carolina d'Asburgo-Lorena | Francesco I di Lorena         |  |  |       |  |  |                     |  |  |                     |  |
|                                       |                                | Maria Carolina d'Asburgo-Lorena | Francesco I di Lorena         |  |  |       |  |  |                     |  |  |                     |  |
|                                       |                                | Maria Carolina d'Asburgo-Lorena | Maria Teresa d'Austria        |  |  |       |  |  |                     |  |  |                     |  |
| Luisa Carlotta di Borbone-Due Sicilie |                                | Maria Carolina d'Asburgo-Lorena |                               |  |  |       |  |  |                     |  |  |                     |  |
|                                       |                                | Carlo IV di Spagna              | Carlo III di Spagna           |  |  |       |  |  |                     |  |  |                     |  |
|                                       |                                | Carlo IV di Spagna              | Carlo III di Spagna           |  |  |       |  |  |                     |  |  |                     |  |
|                                       |                                | Carlo IV di Spagna              | Maria Amalia di Sassonia      |  |  |       |  |  |                     |  |  |                     |  |
| Maria Isabella di Borbone-Spagna      |                                | Carlo IV di Spagna              |                               |  |  |       |  |  |                     |  |  |                     |  |
|                                       |                                | Maria Luisa di Borbone-Parma    | Filippo I di Parma            |  |  |       |  |  |                     |  |  |                     |  |
|                                       |                                | Maria Luisa di Borbone-Parma    | Filippo I di Parma            |  |  |       |  |  |                     |  |  |                     |  |
|                                       |                                | Maria Luisa di Borbone-Parma    | Elisabetta di Borbone-Francia |  |  |       |  |  |                     |  |  |                     |  |
|                                       |                                | Maria Luisa di Borbone-Parma    |                               |  |  |       |  |  |                     |  |  |                     |  |